# 옥스타칼니스의 아이들
《옥스타칼니스의 아이들》은 김민영의 소설로 게임 판타지라는 장르를 개척한 소설이다.
이 소설은 가상현실과 현실을 교차로 진행하면서 자기도 모르게 또 다른 인격이 형성되고 이로 인해 발생하는 사건들을 다루고 있다. 소설은 한 정치가가 백주 대낮 교회 앞에서 경호원들을 뚫고 달려온 한 대학생에 의해 검으로 살해되는 장면에서부터 시작된다. 장욱 형사는 이 대학생과 게임 '팔란티어(Palantir)'의 관계를 깨닫고, 심리학자 헬레나 김과 함께 이 게임을 조사하기 시작한다.
2006년 3월에 《팔란티어 - 게임중독 살인사건》이라는 이름으로 바뀌어 약간의 개작을 거친 후 황금가지의 밀리언셀러 클럽에서 총 3권으로 재간되었다.